# Refugi de Montgarri
El refugi de Montgarri (o d'Amics de Montgarri) és l'antiga rectoria del Santuari de Montgarri reconvertida en refugi de muntanya i es troba dins el municipi de Naut Aran (Vall d'Aran) a 1.648 m d'altitud i situat a 5 km del Pla de Beret en la pista de muntanya que va a Isil al Pallars Sobirà.